# Ivor Allchurch
Ivor John Allchurch (Swansea, 16 ottobre 1929 – Swansea, 10 luglio 1997) è stato un calciatore gallese, di ruolo attaccante.

## Carriera
Fu per lungo tempo il recordman di presenze e reti per la nazionale gallese. Con il Galles giocò anche un Mondiale, nel 1958 in Svezia, dove insieme a John Charles trascinò la squadra ai quarti di finale. Con le 2 reti del 1958 è il miglior marcatore della sua nazione al mondiale di calcio.
Calciatore longilineo, elegante e creativo, dotato di senso del gol.
In carriera ha messo a segno 251 gol in circa 700 partite con i club e 23 gol in 68 presenze con la nazionale.

## Palmarès

### Club

#### Competizioni nazionali
- Coppa del Galles: 4

Swansea: 1949-1950, 1965-1966
Cardiff City: 1963-1964, 1964-1965